# خانه آئینی
خانه آئینی مربوط به سدهٔ ۱۰ تا ۱۳ ه.ق است و در شهرستان خلخال، بخش شاهرود، شهر کلور واقع شده و این اثر در تاریخ ۲۴ بهمن ۱۳۸۶ با شمارهٔ ثبت ۲۱۲۴۹ به‌عنوان یکی از آثار ملی ایران به ثبت رسیده است.